# Henri Alexander Elias
Henri Alexander Elias (né le 21 mars 1829 - 26 février 1903) est un administrateur colonial néerlandais, qui est gouverneur de la Côte-de-l'Or néerlandaise.

## Biographie
Henri Alexander Elias est né à Batavia, dans les Indes orientales néerlandaises, de Burchard Joan Elias, fonctionnaire du gouvernement colonial des Indes orientales néerlandaises, qui devient plus tard gouverneur des Antilles néerlandaises, et de Cornelia Dorothea Adelheid Scholten van Aschat, une femme de ménage originaire de Amsterdam. Ses deux parents sont issus d'éminentes familles patriciennes hollandaises.
Peu de temps après la mort de sa mère le 30 avril 1836, Henri Alexander quitte les Indes orientales néerlandaises pour les Pays-Bas, avec son père et son frère Burchard. Henri Alexander et son frère Burchard sont tous deux inscrits au pensionnat privé de Simon van Moock à Delft. Un an plus tard, les princes Ashanti Kwasi Boakye et Kwame Poku rejoignent Henri Alexander et Burchard dans ce pensionnat. Le recensement de 1839 de Delft répertorie en effet Henri Alexander, son frère Burchard, Kwasi Boakye et Kwame Poku comme quatre des dix-sept élèves au total résidant à Oude Delft 480, où se trouvait le pensionnat.
Henri Alexander et son frère Burchard étudient pendant un certain temps à l'Université de Bonn, où ils sont membres du corps étudiant du Corps Borussia Bonn. Elias commence une carrière au ministère des Colonies, où il est chef du département des Antilles. Par décret royal du 23 janvier 1862, Elias est nommé gouverneur de la Côte-de-l'Or néerlandaise, avec le grade titulaire de lieutenant-colonel. Il arrive à Elima en octobre 1862. En 1864, il est en congé en Europe pendant la majeure partie de l'année. De retour sur la Côte-de-l'Or le 7 décembre 1864, il repart pour les Pays-Bas le 11 mai 1865.
Après son retour en Europe, l'ambassadeur des Pays-Bas à Londres demande l'avis d'Elias et de Cornelis Nagtglas sur la convention anglo-néerlandaise pour un échange de territoire sur la Côte-de-l'Or d'Afrique qui est en cours de négociation à l'époque. Dans ce contexte, Elias et Nagtglas se rendent à Londres en janvier 1867 pour avoir une audience avec Henry Herbert, secrétaire d'État britannique aux Colonies.
Rien n'indique qu'Elias reprenne sa carrière aux Pays-Bas. Il semble avoir pris sa retraite à la fin de la trentaine.

## Vie privée
Henri Elias épouse Jeannette Jacqueline Struycken Boudier le 26 novembre 1868,.

## Décorations
- Ordre du Lion des Pays-Bas (Chevalier, 1865)

## Dans la fiction
Le fait qu'un futur gouverneur de la Côte-de-l'Or néerlandaise ait été un camarade de classe de Kwasi Boakye et Kwame Poku à l'internat de Van Moock à Delft a inspiré le professeur de droit de l'université de Maastricht et ancien juge Fokke Fernhout à écrire une histoire dans laquelle l'amitié entre Kwame Poku et Henri Alexander est la raison pour laquelle ce dernier a accepté le poste de gouverneur de la Côte-de-l'Or néerlandaise. Dans l'histoire de Fernhout, publiée dans De Gids de février 2006, Henri Alexander voulait se rendre sur la Côte-de-l'Or pour dire au revoir à Kwame, qui s'est suicidé au château d'Elmina le 22 février 1850.